# Гурамі Шаллера
Гурамі Шаллера (Trichopsis schalleri) — тропічний прісноводний вид лабіринтових риб з родини осфронемових (Osphronemidae), підродина макроподових (Macropodusinae).
Свою видову назву отримав дана на честь Дітріха Шаллера (нім. Dietrich Schaller), який першим привіз цей вид до Європи (1961).

## Поширення
Мешкає в басейні нижнього Меконгу в Лаосі, Таїланді, Камбоджі та В'єтнамі, де є звичайною рибою. Зрідка трапляється в басейні Чаопхрая в центральному Таїланді.
Зустрічається в неглибоких стоячих або з повільною течією водоймах з густою водною або прибережною рослинністю, розташованих переважно в низинних районах (від 30 до 300 метрів над рівнем моря). Це можуть бути болотисті озера або ставки, заплави річок, зрошувальні канали, рисові поля та придорожні канави.
На півночі Таїланду та Лаосу існують сезонні коливання погоди, крім дуже теплого дощового сезону влітку, буває й прохолодний дощовий сезон, коли не є рідкістю нічні температури повітря близько 10 °C.
У дикій природі гурамі Шаллера харчуються комахами та іншими дрібними безхребетними.
Популяція виду в природі є стабільною. У Червоному списку МСОП він має статус «найменший ризик».
Має комерційне значення як акваріумна риба.

## Опис
Максимальна стандартна довжина 5 см. Хвостовий плавець ланцетоподібний, видовжені задні промені анального плавця не виходять за середину хвостового плавця. У спинному плавці 3 твердих і 6-7 м'яких променів, в анальному — 8-9 твердих і 19-22 м'яких, у черевних — 1 твердий і 5 м'яких.
Гурамі Шаллера має світле оливково-зелене забарвлення з двома більш-менш постійними темними смугами уздовж тіла. Одна смуга починається від рота і тягнеться до кінця хвоста, друга розташована вище і проходить від верхнього краю ока до верхнього канту хвостового стебла. Обидві смуги можуть розпадатись на ряди з плям. Луски прикрашені сріблясто-блакитними блискітками. Спинний, анальний і хвостовий плавці мають широкий червоний край, що супроводжується тонкою блакитною зовнішньою облямівкою. Подовжений промінь черевних плавців блакитний, грудні плавці безбарвні.
Статеві відмінності важко розпізнати. Загалом самці трохи більші за самок і мають подовжені промені в спинному, анальному та хвостовому плавцях. Надійно стать можна розрізнити лише у дорослих риб, коли їх розглядати проти сильного світла, тоді у самок під плавальним міхуром добре видно яєчник.
Залежно від походження риб, забарвлення може трохи відрізнятися. Найпривабливіші риби походять з північного Таїланду.
Як і інші лабіринтові риби, цей вид має додатковий орган дихання, відомий як лабіринтовий апарат; він дозволяє рибам певною мірою дихати атмосферним повітрям.
Всі представники роду Trichopsis мають унікальний звуковий орган, утворений грудними плавцями. Буркотіння (краще сказати скрипіння) у T. schalleri не так часто можна почути, як у гурамі-буркуна (T. vittata), але воно достатньо гучне, рівень звукового тиску становить 118,3 дБ. Чітке буркотіння можна почути, коли самці з'ясовують між собою стосунки або залицяються до самок. Вокалізація складається з окремих елементів, які, в свою чергу, є серією коротких подвійних звукових імпульсів. За даними досліджень, тривалість подвійного імпульсу у T. schalleri становить 473 мс.
Аналіз мітохондріальної (COX1) та ядерної (RAG1) ДНК численних зразків представників роду Trichopsis показав, що всі популяції T. schalleri утворюють одну кладу. Разом із тим, були виявлені генетично значущі відмінності між 4 локальними популяціями, що можуть вказувати на наявність щонайменше одного нового прихованого виду.

## Поведінка
Самці гурамі Шаллера для виведення потомства будують гнізда з піни під листям рослин або в маленьких печерах на відчутній відстані від поверхні води. Це можна пояснити намаганням уникати конкуренції з набагато сильнішим родичем Trichopsis vittata, з яким цей вид живе в одних водоймах, а той будує свої гнізда на поверхні. Гніздо, як правило, дуже маленьке і дуже приховане. Під час шлюбних ігор самець з буркотінням залицяється до самки, а та відповідає йому звивистими рухами тіла. Нерест відбувається під гніздом, при цьому самець швидко обіймає самку своїм тілом. Ікра біла, не прозора, відкладається пакетами. Вона тяжча за воду й падає на дно, самець збирає її і вкладає до гнізда. Акти ікрометання повторюються, поки самка не відкладе всю ікру. Всього може бути до 200 ікринок. По закінченні нересту самець займається турботою про потомство, а самка охороняє територію навколо. Її охорона є доволі стриманою, T. schalleri більше покладається на хороше приховування гнізда. Інкубація зазвичай триває 48 годин, мальки залишаються в гнізді ще протягом 3-4 днів, поки вони не поглинуть запаси жовткового мішка. Коли мальки починають вільно плавати, самець втрачає до них інтерес.
Самці-суперники проводять між собою поєдинки, які складаються з декількох різних проявів агресивної поведінки: візуальні, акустичні та контактні. Риби-суперники стають боком один до одного, головою до хвоста або головою до голови й розправляють свої непарні плавці. При цьому вони швидко кружляють, описуючи маленькі кола. Водночас риби видають звуки, що супроводжуються швидким рухом грудних плавців. Періодично суперники здійснюють атаки один на одного. Тривалість боротьби серед представників роду у T. schalleri є найдовшою. Поєдинок може тривати більше 2 годин.

## Утримання в акваріумі
Для утримання гурамі Шаллера потрібен просторий акваріум з густою рослинністю. Краще, коли це буде видовий акваріум, у спільному їх відтіснятимуть більш активні риби. До якості води особливих вимог не виставляють. Показник pH може бути близьким до нейтрального, а загальна твердість до 20 °dH. З огляду на сильні добові та сезонні коливання температури води в природі, допускається її широкий діапазон (22–28 °C).
У неволі гурамі Шаллера беруть усі звичайні види кормів (живі, сухі, заморожені).
Розводити цих риб складніше, ніж інших представників роду трихопсис. Багато невдач обумовлено неправильним вибором пари, часто взагалі невірно визначають стать риби. Найкраще тримати гурамі Шаллера групою, тоді вони утворюють пари самостійно. Самець будує гніздо в потаємному місці, а сам нерест і взагалі можна не помітити. Мальки відразу після розпливання їдять наупліуси артемій, що тільки-но вилупились.